# Hyperdrama (album)
Hyperdrama er det fjerde studiealbum fra den franske elektroniske musikduo Justice, udgivet den 26. april 2024 på Ed Banger Records og Because Music .  Det er deres første studiealbum i over syv år, efter Woman (2016). Albummet blev udgivet efter singlerne " One Night/All Night " med Tame Impala og "Generator", der blev udgivet samtidig med annonceringen af albummet, efterfulgt af "Incognito" og senere "Saturnine" med Miguel .

Albummet modtog generelt positive anmeldelser fra kritikerene. Hyperdrama blev også nomineret til en Grammy Award i kategorien Bedste Dance/Elektroniske Album, hvor "Neverender" med Tame Impala vandt en Grammy for Bedste Dance/Elektroniske Indspilning . Duoen turnerede i Nordamerika og Europa for at promovere albummet fra april 2024 til december 2024, startende med en optræden på Coachella .  

## Numre
| 1.  | "Neverender" (featuring Tame Impala)          | - Gaspard Augé - Xavier de Rosnay - Kevin Parker  | 4:26 |
| 2.  | "Generator"                                   | - Augé - de Rosnay                                | 4:42 |
| 3.  | "Afterimage" (featuring Rimon)                | - Augé - de Rosnay - Rimon Bahere                 | 4:05 |
| 4.  | "One Night/All Night" (featuring Tame Impala) | - Augé - de Rosnay - Jorn C. J. Hanneman - Parker | 4:36 |
| 5.  | "Dear Alan"                                   | - Augé - de Rosnay - Christopher James Harley     | 5:33 |
| 6.  | "Incognito"                                   | - Augé - de Rosnay                                | 4:01 |
| 7.  | "Mannequin Love" (featuring The Flints)       | - Augé - de Rosnay - George Flint - Henry Flint   | 3:27 |
| 8.  | "Moonlight Rendez-vous"                       | - Augé - de Rosnay                                | 2:00 |
| 9.  | "Explorer" (with Connan Mockasin)             | - Augé - de Rosnay - Connan Hosford               | 4:09 |
| 10. | "Muscle Memory"                               | - Augé - de Rosnay                                | 4:10 |
| 11. | "Harpy Dream"                                 | - Augé - de Rosnay                                | 0:28 |
| 12. | "Saturnine" (featuring Miguel)                | - Augé - de Rosnay - Miguel Pimentel              | 3:21 |
| 13. | "The End" (featuring Thundercat)              | - Augé - de Rosnay - Stephen Lee Bruner           | 4:14 |
|     |                                               |                                                   |      |

- "One Night/All Night" indeholder en interpolation af "Go with the Flow" af Jeremy, komponeret af Jorn CJ Hanneman.
- "Dear Alan" indeholder et sample af "Dear Brian" af Chris Rainbow, skrevet og komponeret af Christopher James Harley.
- "Incognito" indeholder et udsnit af "New Dream" af Clay Pedrini, skrevet af Manilo Cangelli og Lorella Ghilardi.

## Musikere
Justice
- Gaspard Augé – produktion, mix
- Xavier de Rosnay – produktion, mix

Yderligere musikere
- Vincent Taeger – bottle percussion (spor 1), live-trommer (3–6, 9, 13)
- Tame Impala – vokal (spor 1, 4)
- Vincent Ségal – cello (spor 2)
- Guillaume Becker – bratsch (spor 2)
- Cécile Roubin – violin (spor 2)
- Manuel Doutrelant – violin (spor 2)
- Rimon – vokal (spor 3)
- Antoine Poyeton – live-trommer (spor 6–9, 13)
- Louis Bes – live-trommer (spor 6–9, 13)
- Vincent Taurelle – live-trommer (spor 6–9, 13)
- Roger Joseph Manning Jr. – Wurlitzer elektrisk klaver, støj (spor 6)
- The Flints – vokal (spor 7)
- Victor Le Masne – ekstra klaver (spor 8)
- Adrien Soleiman – saxofon (spor 8)
- Connan Mockasin – vokal (spor 9)
- Miguel – vokal (spor 12)
- Thundercat – vokal (spor 13)

Teknikere
- Damien Quintard – mastering
- Vincent Taurelle – mixassistance (alle numre), strygerteknik (spor 2), live trommeteknik (3–9, 13), yderligere synthesizerproduktion (3–7, 13), yderligere teknik (6–9, 13), yderligere arrangement (3, 5)
- Antoine Poyeton – live trommeteknik, yderligere teknik (spor 6–9, 13)
- Louis Bes – live trommeteknik, yderligere teknik (spor 6–9, 13)
- Lucas Glastra – assistance til strengeteknik (spor 2), assistance til live trommeteknik (3–6)
- Rémi Dumelz – assistance til strygeteknik (spor 2), assistance til live trommeteknik (3–6)

Visuelle elementer
- Thomas Jumin – kunst, forsidemaleri, rumskibsdesign
- André Chemetoff – fotografi på bagsiden
- Julia & Vincent – fotografier af midteropslag og inderpose
- Pascal Teixeira – rumskibsdesign
- Marina Monge – styling